# Landujan
Landujan ist eine französische Gemeinde mit 930 Einwohnern (Stand 1. Januar 2022) im Département Ille-et-Vilaine in der Region Bretagne; sie gehört administrativ zum Arrondissement Rennes und ist Teil des Kantons Montauban-de-Bretagne. Die Einwohner werden Landujannais genannt.

## Geographie
Landujan liegt etwa 28 Kilometer nordwestlich von Rennes. Umgeben wird Landujan von den Nachbargemeinden Saint-Pern im Norden, Irodouër im Osten, La Chapelle du Lou du Lac mit La Chapelle-du-Lou im Süden und Südosten, Montauban-de-Bretagne Süden und Südwesten sowie Médréac im Westen.

## Bevölkerungsentwicklung
| Jahr                      | 1962 | 1968 | 1975 | 1982 | 1990 | 1999 | 2006 | 2013 |
| Einwohner                 | 726  | 680  | 618  | 589  | 640  | 683  | 853  | 970  |
| Quelle: Cassini und INSEE |      |      |      |      |      |      |      |      |

## Sehenswürdigkeiten

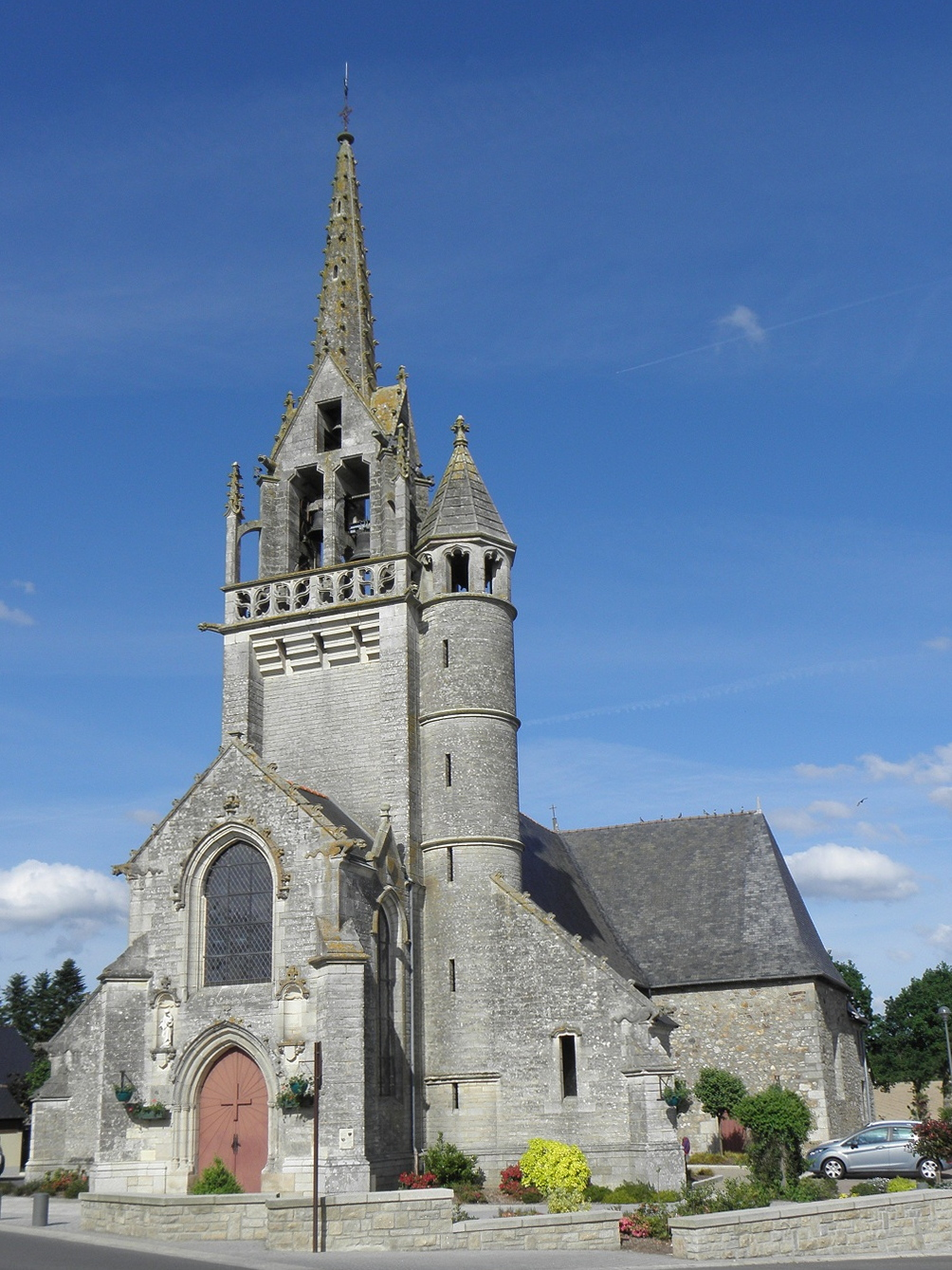
Kirche Saint-Tudin
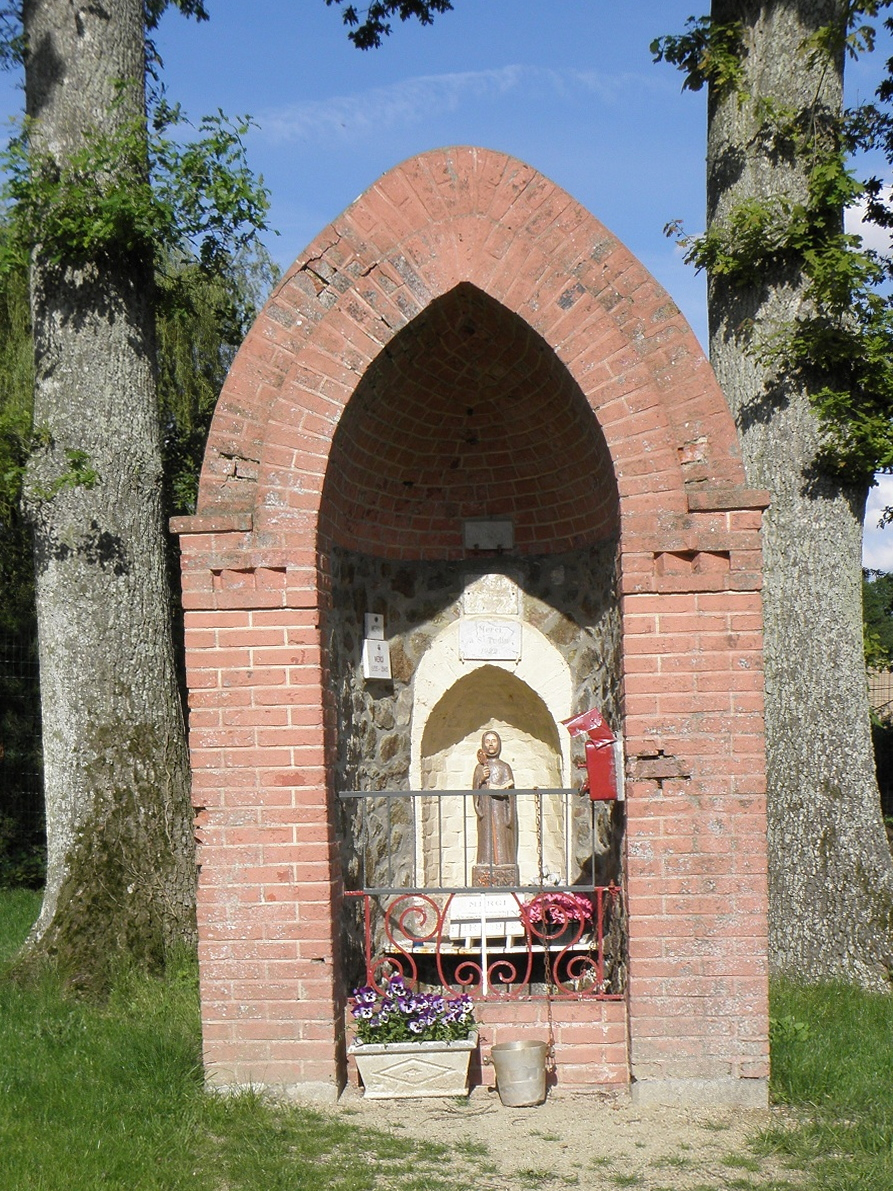
Brunnen Saint-Tudin

- Kirche Saint-Tudin
- Brunnen Saint-Tudin